# Tetragonodes bahahoyata
Tetragonodes bahahoyata är en fjärilsart som beskrevs av Charles Oberthür 1912. Tetragonodes bahahoyata ingår i släktet Tetragonodes och familjen mätare. Inga underarter finns listade i Catalogue of Life.